# Artviže
Artviže (in italiano desueto Artuise, in tedesco Artvische) è un paese della Slovenia, frazione del comune di Erpelle-Cosina.
La località è situata sui colli Birchini a 786.9 s.l.m. , a 10,2 kilometri dal capoluogo comunale e a 14,3 kilometri dall'Italia.
Durante il dominio asburgico Artviže fu comune autonomo.
La chiesa del paese è dedicata a San Servolo (Sv. Socerb).

## Alture principali
Hrib, 812 m.